# Skania (Schiff)
Die Skania ist ein 1995 gebautes Fährschiff der polnischen Reederei Unity Line. Sie entstand unter dem Namen Superfast I bei der Schichau Seebeckswerft in Bremerhaven, Deutschland, und wurde im Jahr 1995 in Dienst gestellt.

## Geschichte
Das Schiff lief am 30. Juli 1994 vom Stapel. Das auf den Namen Superfast I getaufte Schiff wurde 1995 fertiggestellt und an die Reederei Superfast Ferries abgeliefert, die es zwischen Patras, Igoumenitsa und Bari einsetzte.
Grimaldi Lines kaufte das Schiff im Jahr 2004 und benannte es in Eurostar Roma um. 2016 wurde das Schiff an Unity Line verkauft und in Skania umbenannt. Unity Line setzt die Fähre auf der Route zwischen Ystad und Swinoujscie ein.

## Schiff
Das RoPax-Schiff hat eine Bar sowie ein À-la-Carte-Restaurant. Es gibt insgesamt 196 Kabinen. Zudem bietet die Skania mehrere Shops für die Passagiere. An Bord des Schiffes gibt es außerdem eine Cocktailbar.

## Schwesterschiff
Die Skania hat ein Schwesterschiff, die Mega Express Four von Corsica Ferries.